# Thomas F. Quinlan
Thomas F. Quinlan (Borrisoleigh, 13 settembre 1896 – Samcheok, 31 dicembre 1970) è stato un vescovo cattolico e missionario irlandese.

## Biografia
Thomas F. Quinlan nacque il 13 settembre 1896 a Borrisoleigh nella Contea di Tipperary.

### Formazione e ministero sacerdotale
Studiò presso il St. Patrick's College, oggi St. Patrick's Campus, a Thurles.
Fu ordinato presbitero per la Società di San Colombano per le missioni estere il 2 febbraio 1920 dal vescovo di Galway e Kilmacduagh Thomas O'Dea.
Dopo l'ordinazione sacerdotale, fu inserito nel primo gruppo di missionari di San Colombano assegnato alla missione in Cina, dove giunse nell'agosto di quello stesso anno. Distintosi nel corso degli anni per lo zelo e le buone capacità organizzative, fu scelto per far parte del primo gruppo di missionari di San Colombano da inviare in Corea nel 1933. Svolse il suo lavoro missionario a Mokpo e in seguito fu inviato nella nuova zona di missione nel Kangwon.
Il 25 aprile 1939 con la bolla Ad fidei propagationem di papa Pio XI venne eretta la prefettura apostolica di Shunsen. Un anno e mezzo dopo, il 22 novembre 1940, papa Pio XII nominò monsignor Quinlan primo prefetto apostolico. 
Con lo scoppio della seconda guerra mondiale la Corea, conquistata e annessa al Giappone già da 30 anni, visse un periodo drammatico. In tale contesto, Thomas Quinlan fu arrestato dalle autorità giapponesi insieme agli altri missionari e messo sotto stretta sorveglianza. La situazione fu così critica che già il 9 febbraio 1942 dovette rassegnare le proprie dimissioni. Solo con la fine della guerra e la definitiva sconfitta del Giappone, poté essere rilasciato. Fu nuovamente nominato prefetto apostolico il 12 novembre 1948.
Tuttavia, per la Corea si apprestava una guerra ancora peggiore, la spaventosa guerra di Corea. Fu proprio durante tale conflitto, che monsignor Quinlan rischiò seriamente la vita, quando venne imprigionato dai militari nordcoreani e brutalmente torturato insieme ad altri missionari, costretti ad una lunga marcia nella neve e a temperature sottozero fino al fiume Yalu. Fu lui inoltre a provvedere alla sepoltura del vescovo Patrick James Byrne suo compagno di prigionia.
Solo alla fine della guerra venne rilasciato e poté tornare in Irlanda. Coraggiosamente, chiese di poter tornare in missione in Corea.

### Ministero episcopale
Il 20 settembre 1955 papa Pio XII elevò la prefettura a vicariato apostolico con la bolla Etsi sancta Ecclesia, nominando Thomas Quinlan primo vicario apostolico e assegnandogli la sede titolare di Forno Maggiore. Ricevette l'ordinazione episcopale il 23 novembre successivo per imposizione delle mani dell'arcivescovo e futuro cardinale Maximilien de Fürstenberg, allora pro-nunzio apostolico in Giappone. Il 10 marzo 1962 papa Giovanni XXIII elevò il vicariato a diocesi con la bolla Fertile Evangelii semen nominandolo primo vescovo.
Negli anni del suo ministero si adoperò per la ricostruzione del dopoguerra e gli aiuti umanitari necessari ai tanti bisognosi che avevano perso tutto durante la guerra. Affidò la gestione degli ospedali diocesani alle suore di San Colombano e nel 1956 portò a termine i lavori della costruzione della cattedrale iniziati nel 1949 e più volte interrotti, consacrandola a giugno di quello stesso anno.
Fu padre conciliare durante il Concilio Vaticano II, partecipando a tre delle quattro sessioni.
Rassegnò le proprie dimissioni per motivi di salute il 16 novembre 1965 e contestualmente gli venne assegnata la sede titolare di Bocconia. Morì il 31 dicembre 1970 nel St. Joseph's Clinic a Samcheok all'età di 74 anni. Fu sepolto nella cattedrale del Sacro Cuore di Chuncheon.

## Genealogia episcopale e successione apostolica
La genealogia episcopale è:
- Cardinale Scipione Rebiba
- Cardinale Giulio Antonio Santorio
- Cardinale Girolamo Bernerio, O.P.
- Arcivescovo Galeazzo Sanvitale
- Cardinale Ludovico Ludovisi
- Cardinale Luigi Caetani
- Cardinale Ulderico Carpegna
- Cardinale Paluzzo Paluzzi Altieri degli Albertoni
- Papa Benedetto XIII
- Papa Benedetto XIV
- Papa Clemente XIII
- Cardinale Marcantonio Colonna
- Cardinale Giacinto Sigismondo Gerdil, B.
- Cardinale Giulio Maria della Somaglia
- Cardinale Carlo Odescalchi, S.I.
- Vescovo Eugène de Mazenod, O.M.I.
- Cardinale Joseph Hippolyte Guibert, O.M.I.
- Cardinale François-Marie-Benjamin Richard de la Vergne
- Cardinale Pietro Gasparri
- Cardinale Clemente Micara
- Cardinale Jozef-Ernest Van Roey
- Cardinale Maximilien de Fürstenberg
- Vescovo Thomas F. Quinlan, S.S.C.M.E.

La successione apostolica è:
- Vescovo Bartholomew Kim Kyon Pae (1957)
- Vescovo John A. Choi Jae-seon (1957)